# 吳榮魁
吳榮魁（1828年—1897年），廣東三水人，字炳垣，號呀煒，精通兩文三語，母語為廣州話。
十九世紀著名買辦，慈善家，自小經商, 活躍於香港及福州(包括現時台灣)一帶。自1850年代開始，加入福州怡和洋行擔任買辦，由於為人正直勤奮，深得洋行外籍上司及伙伴信任, 曾因替洋行購買榨油廠機械, 親自遠赴横濱。
1853年即福州開埠後約十年，由於地理優勢，使福州成為武夷茶最大出口地，此時怡和洋行在福州開分行，而吳煒亦成為最主要買辦，從事巨額華茶貿易，其後晉升為總買辦。
1872年(同治十一年)以235股，每股一百兩成為華海輪船公司首批股東之一。
約1877-1891年其間，多次以英國及香港怡和洋行買辦身份在各地處理借貸及交易事務。
1886年接替蔡昇南處理香港買辦事務，至1891年由何東接任。

## 社會貢獻
- 1870-90年代, 多次捐助家鄉地區修橋鋪路
- 1870年代，多次捐助福州傳教士醫院(FooChow Missionary Hospital)
- 1872年購入華海輪船公司約5%股權，與唐景星在對怡和洋行的天津航線做出了巨大貢獻
- 1877年7月(光緒三年六月): 自資捐助及到各地採購米糧至福建及江西解決水、火、風災後之糧食問題[2]
- 1880年: 興建三水高豐村向明門
- 1883-1884年(光緒九年): 東華首總理[3]
- 1885-1886年(光緒十一年):保良局主席[4]，期間致力於解決人口販賣(又稱豬花)問題
- 其他: 興建國琰吳公祠, 現為佛山市歷史建築物